# Flotilla de Aeronaves
La Flotilla de Aeronaves (FLOAN) è la componente aerea della Armada Española, la marina militare della Spagna. Essa fornisce il supporto aereo e la protezione alla flotta ed il supporto aereo ai marines spagnoli.

## Storia
La Flottilla de Aeronaves  (FLOAN) nasce dal regio decreto firmato il 15 settembre 1917 da Alfonso XIII di Borbone, re di Spagna, su proposta dell'allora ministro della Marina, ammiraglio Manuel De Florez y Carrió, che suggeriva la costituzione di un'aviazione navale (Aeronautica Naval) e di una scuola indipendente (Escuela de Aviación Naval) dove il personale della Marina militare potesse specializzarsi in questo ramo. Nonché indicava la necessità di avere industrie in grado di costruire i mezzi aerei da destinare alla nascente componente della Marina, che allora erano gli idrovolanti. Dopo cinque anni dalla costituzione della componente aerea, la Marina spagnola mise in linea anche la sua prima portaeromobili, la portahidroaviones Dédalo.
Ma solo dopo molti anni dopo furono gettate le basi per la costituzione dell'attuale Flotilla de Aeronaves de la Armada Española. Le migliori relazioni con i paesi dell'Europa occidentale e in particolare con gli Stati Uniti, volute dal governo spagnolo allora guidato da Francisco Franco dopo la Seconda Guerra Mondiale, come contrapposizione al blocco comunista guidato dall'allora Unione Sovietica, portarono il 26 settembre 1953 alla firma di un accordo di cooperazione economica e di assistenza militare con il governo americano. L'accordo, oltre a prevedere la fornitura di mezzi ma de in USA, consentiva l'accesso alle scuole di formazione militare statunitensi delle tre armi e l'utilizzo di installazioni militari in Spagna da parte delle forze armate statunitensi o la costruzione di nuove installazioni.
Già il 12 ottobre 1953 iniziarono le selezioni, da parte dell'Armada, degli aspiranti allievi che avrebbero dovuto partecipare al primo corso per pilota di elicottero: i candidati venivano individuati tra gli ufficiali che possedevano un'esperienza di volo almeno come "osservatori". Il primo corso iniziò il 12 febbraio 1954 presso la Bell Aircraft di Fort Worth (Texas) e si concluse, dopo 65 ore di volo, il 10 maggio qualificando pilota di elicottero, sul Bell 47, i primi tre ufficiali della Marina spagnola.
Nello stesso anno giunsero alla Escuela Naval Militar di Marín-Pontevedra anche i primi elielicotteri per la Marina (tre Bell 47G), dando così origine al primo "grupo de helicópteros" al cui comando fu posto il Capitán de Corbeta Miguel A. Brinquis Villanueva, uno dei tre ufficiali che aveva partecipato al primo corso negli Stati Uniti. In seguito il "grupo" fu ridenominato 1ª escuadrilla.
Nel 1957, con l'arrivo dei primi e più possenti CH-19E, in configurazione antisom, fu formata la 2ª escuadrilla. Ma l'inadeguatezza degli spazi e delle infrastrutture dell'accademia di Marin portarono a trasferire la nascente Flottilla de Aeronaves sulla nuova base aeronavale di Rota, al cui interno, data la sua estensione (2.300 ettari), era stato costruito anche un aeroporto.
La base prevedeva l'uso delle installazione sia da parte delle forze armate statunitensi che da parte della Marina spagnola.
Per la sua rilevante posizione strategica, dovuta alla vicinanza con lo Stretto di Gibilterra e all'Oceano Atlantico, oltre che per la capacità ricettiva delle sue infrastrutture portuali, la base navale di Rota divenne presto la principale base d'armamento della Marina spagnola, oltre che un porto strategico per l'US Navy che vi basò anche i sottomarini lanciamissili balistici SSBN di stanza nell'Atlantico orientale. Fu naturale quindi che vi fosse stanziata anche la componente navale dell'Armada, facendo così di Rota la base di riferimento dell'aviazione navale della Marina spagnola.

## Aeromobili in uso

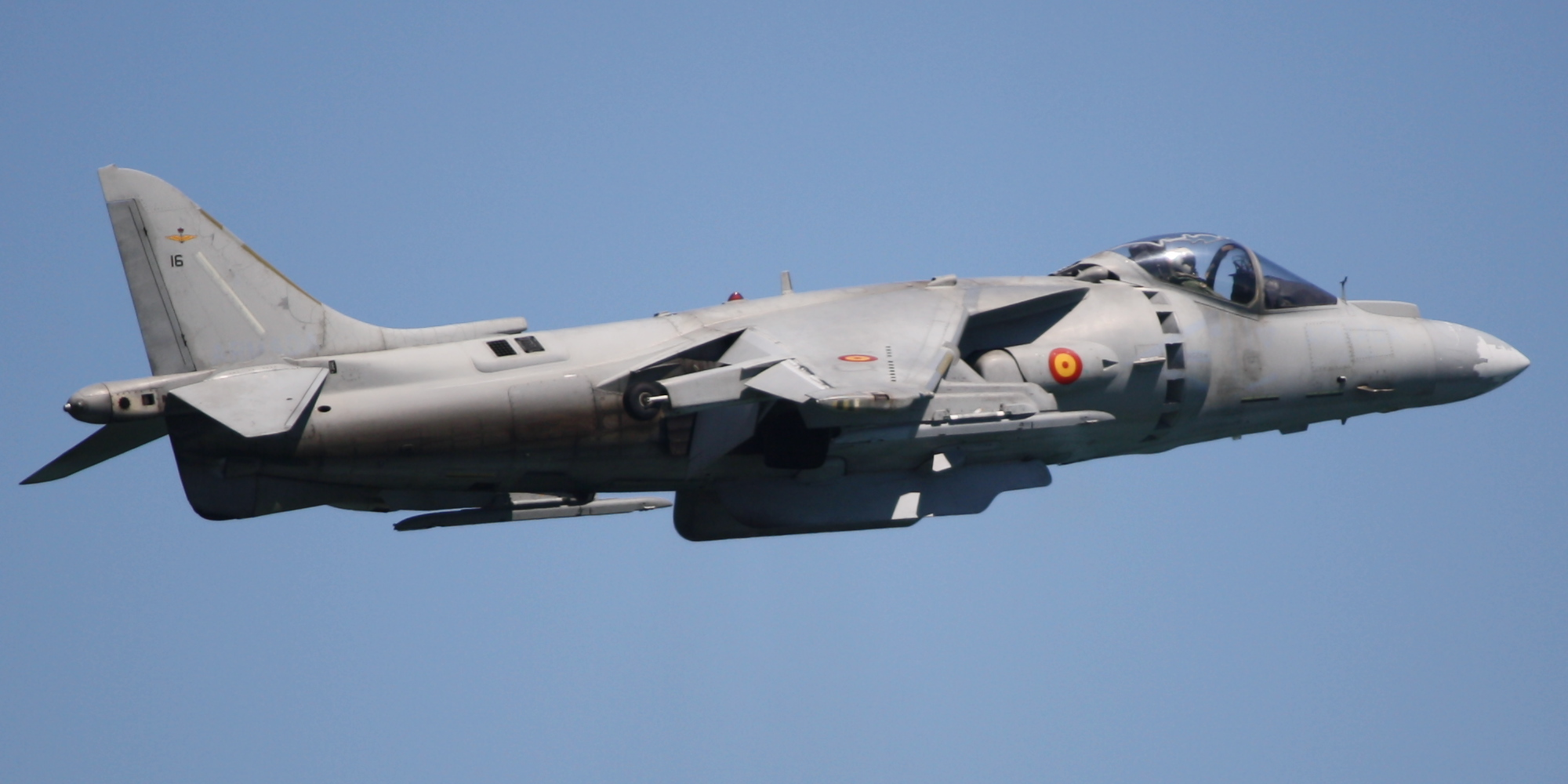
Un EAV-8B Harrier II Plus in volo.

Sezione aggiornata annualmente in base al World Air Force di Flightglobal del corrente anno. Tale dossier non contempla UAV, aerei da trasporto VIP ed eventuali incidenti accorsi durante l'anno della sua pubblicazione. Modifiche giornaliere o mensili che potrebbero portare a discordanze nel tipo di modelli in servizio e nel loro numero rispetto a WAF, vengono apportate in base a siti specializzati, periodici mensili e bimestrali. Tali modifiche vengono apportate onde rendere quanto più aggiornata la tabella.
| Aeromobile                              | Origine                     | Tipo                                  | Versione (denominazione locale)       | In servizio (2024) | Note | Immagine |
| Aerei da combattimento                  |                             |                                       |                                       |                    | |          |
| McDonnell Douglas AV-8B Harrier II Plus | Stati Uniti                 | aereo multiruoloconversione operativa | EAV-8B+ Harrier IITAV-8B Harrier II   | 101                | 12 EAV-8B Harrier II consegnati nel 1987-1988. Successivamente furono acquistati 8 nuovi EAV-8B+, mentre cinque dei precedenti EAV-8B furonk portati a questo standard per un totale di 13 aerei. Un TAV-8B è stato consegnato nel settembre del 2000 e ritirato nel 2018. Un ulteriore TAV-8B ex US Marine Corps è stato consegnato il 3 marzo 2021. |          |
| Aerei da trasporto                      |                             |                                       |                                       |                    | |          |
| Cessna Citation                         | Stati Uniti                 | aereo da trasporto VIP                | CE-550 Citation IICE-650 Citation VII | 31                 | 2 Citation II consegnati nel 1983, uno nel 1989 ed 1 Citation VII nel 1997. |          |
| Elicotteri                              |                             |                                       |                                       |                    | |          |
| Sikorsky SH-60 Seahawk                  | Stati Uniti                 | elicottero antisomergibili            | SH-60B block I LAMPS IIISH-60FMH-60R  | 1260               | 6 SH-60B ricevuti nel 1988, più ulteriori 6 ricevuti nel 2002. Nel 2010 erano stati ordinati ulteriori 6 SH-60F, ridotti, poi, a due, il primo dei quali è stato consegnato ad agosto 2017. Il 20 settembre 2017, il ministero della difesa spagnolo ha dichiarato che sarebbero stati acquistati i restanti elicotteri per ripristinare l'ordine di 6 esemplari del 2010. Ulteriori 2 SH-60F ordinati a novembre 2019, porteranno il totale di questa versione a 8 elicotteri. Il 15 marzo 2022, il USDS ha deciso di approvare una possibile vendita all'Armada di 8 MH-60R Seahawk con supporto e relative attrezzature per un valore di 950 milioni di dollari. Acquisto autorizzato dal Governo spagnolo ad aprile 2023, con contratto firmato il 12 ottobre dello stesso anno per la consegna di 8 MH-60R ad un costo di 820 milioni di euro. |          |
| NHIndustries NH90 Sable                 | Italia Germania Paesi Bassi | elicottero multiruolo                 | NH-90 TTH                             | 2                  | 7 TTH ordinati a settembre 2018. Primi due esemplari consegnati a fine maggio 2025 ed entrati ufficialmente in sevizio il 30 luglio successivo. |          |
| Airbus H135M                            | Unione europea              | elicottero da addestramento           | H135M                                 | 4                  | 7 H135 ordinati a dicembre 2021, con consegne a partire dal 2024. Primi due esemplari consegnati ad ottobre 2023 ed immessi in servizio l'11 dicembre successivo. Terzo esemplare consegnato il 18 luglio 2024. Quarto esemplare consegnato a ottobre 2024. |          |
| Aeromobili a pilotaggio remoto - UAV    |                             |                                       |                                       |                    | |          |
| ScanEagle                               | Stati Uniti                 | drone da ricognizione                 |                                       | 16                 | |          |

## Aeromobili ritirati
- Agusta-Bell AB 212+ - 7 esemplari (1964-2024)[28][29][30][31]
- Piper PA-24 Comanche - 2 esemplari (1964-1992)[32]
- Piper PA-30 - 2 esemplari (1964-1992)[32]
- Hughes H369HM - 14 esemplari (1972-2023)[33][34][1][7][35]
- Sikorsky SH-3H Sea King - 18 esemplari (1966-2022)[36][37]
- Hawker Siddeley AV-8S Matador - 10 esemplari (1975-1996)[3]
- Hawker Siddeley TAV-8S Matador - 2 esemplari (1975-1996)[3]
- Bell AH-1G Cobra - 8 esemplari (1973-1984)[38]
- Sikorsky CH-19E Chickasaw
- Bell 47G